# Волтер Фредерік Гейл
Волтер Фредерік Гейл (англ. Walter Frederick Gale, 27 листопада 1865 — 1 червня 1945) — австралійський банкір. Гейл народився в Педдінгтоні (Новий Південний Уельс, Австралія). З раннього віку він захоплювався астрономією і в 1884 році побудував свій власний телескоп.
Гейл відкрив кілька комет, включаючи втрачену комету 34D / Гейла. Також він відкрив кілька подвійних зірок. У 1892 році Гейлом були описані оази і канали на Марсі. У 1935 році Уолтер Гейл був удостоєний медалі Джексон-Гвілт Королівського астрономічного товариства за «відкриття комет і роботу на благо астрономії в Новому Південному Уельсі».
На честь вченого названо ударний кратер на Марсі — кратер Гейла.